# Барсена Риос, Давид
Давид Роберто Барсена Риос (исп. David Roberto Bárcena Ríos; 26 декабря 1941, Селая, штат Гуанахуато, Мексика — 22 февраля 2017, Делисьяс, Чиуауа, Мексика) — мексиканский спортсмен-конник, бронзовый призёр летних Олимпийских игр в Москве (1980).

## Спортивная карьера
В молодости показал себя многообещающим пловцом. Однако после обучения в качестве кадета в мексиканской армии он получил высшее образование в качестве младшего лейтенанта в 1963 г., и к тому времени он переключил свое спортивное внимание на современное пятиборье.
В 1975 году стал бронзовым призёром Панамериканских игр в Мехико (1975) в конном троеборье.
Участник летних Олимпийских игр в Токио (1964) и Мехико (1968) в современном пятиборье. На трех последующих Олимпиадах: в Мюнхене (1972), Мельбурне (1976) и в Москве (1980) выступал в соревнования по конному спорту в командном троеборье. В Москве стал бронзовым призёром.
Трижды принимал участие в чемпионатах мира по современному пятиборью (1963, 1966 и 1967), выигрывал в последние два года верховую езду.
Дважды удостаивался высшей спортивной награды Мексики, а в 1980 г. стал обладателем Национальной спортивной премии Мексики.
Большую часть своей жизни посвятил армейской службе, был командиром военного подразделения в городе Делисьяс.